# モーリッツ・ツー・ホーエンローエ＝シリングスフュルスト
モーリッツ・カール・ヴィクトル・ツー・ホーエンローエ＝シリングスフュルスト（Moritz Karl Viktor zu Hohenlohe-Schillingsfürst, 1862年8月6日 - 1940年2月27日）は、ドイツのシュタンデスヘル。旧諸侯ホーエンローエ家の一員。ホーエンローエ＝シリングスフュルスト侯。

## 生涯
ドイツ帝国宰相を務めたクロートヴィヒとその妻マリー・ツー・ザイン＝ヴィトゲンシュタイン＝ザイン侯女（Marie zu Sayn-Wittgenstein、1829–1897）の間の第5子、三男として生まれた。ヴィースバーデンの中等教育学校を卒業後、グラーツ、ウィーン及びライプツィヒの諸大学で法学と国家学を学び、1885年にプロイセン陸軍に入隊した。1893年、結婚と同時に軍務からは退き、アルトアウスゼーやミュンヘンで暮らした。
1915年、兄フィリップ・エルンストが死ぬと侯爵家の家督を継ぎ、シリングスフュルストの家領およびボヘミアのポジェブラディの所領を相続した。第一次世界大戦後、オーストリア＝ハンガリー帝国の崩壊に伴い、ポジェブラディの所領を手放すことを余儀なくされた。1924年より長男フランツ・ヨーゼフにシリングスフュルストの所領経営を委ねて隠居した。

## 子女
1893年8月19日、ディーク城でザルム＝ライファーシャイト＝クラウトハイム・ウント・ディーク侯女ローザ（Rosa zu Salm-Reifferscheidt-Krautheim und Dyck、1868–1942）と結婚。間に3男2女を儲けたが、その中2人は出生直後に早世した。
- フランツ・ヨーゼフ（1894–1970） - ホーエンローエ＝シリングスフュルスト侯家家長。1924年、シェーンブルク＝ハルテンシュタイン侯女アグラーエと結婚
- マリア・アンナ（1895–1978） - 1916年、エッティンゲン＝ヴァラーシュタイン侯オイゲン（ドイツ語版）と結婚
- クロートヴィヒ（1897–1968） - 1927年、メイベル・テイラーと結婚したが、1939年に離婚。1946年、メルツェデス・フォン・クリューガーと再婚
- エリーザベト（1900）
- フィリップ・エルンスト（1902）

## 著作
- Denkwürdigkeiten des Fürsten Chlodwig zu Hohenlohe-Schillingsfürst (Friedrich Curtius, Hrsg.), Stuttgart 1906, 2 Bände (englische Ausgabe: Memoirs of Prince Chlodwig of Hohenlohe-Schillingsfürst, London 1907). 3. Band: Denkwürdigkeiten der Reichskanzlerzeit (K. A, von Müller, Hrsg.), Stuttgart 1931.